# Teodoryk I (książę Górnej Lotaryngii)
Teodoryk I (ur. ok. 965, zm. 1026/1032) – książę Górnej Lotaryngii i hrabia Bar od 978.

## Życiorys
Teodoryk był synem księcia Górnej Lotaryngii i hrabiego Bar Fryderyka I oraz Beatrycze, córki Hugona Wielkiego. W chwili śmierci ojca był małoletni i początkowo rządy opiekuńcze w jego imieniu sprawowała jego matka. Podejrzewano, że Teodoryk ją otruł, aby uwolnić się od jej opieki. W 985 podczas nieudanej obrony Verdun przeciwko królowi zachodniofrankijskiemu Lotarowi został wzięty do niewoli. W 1011, podczas sporów z hrabiami Luksemburga, ciężko ranny w zasadzce wpadł w ręce palatyna Lotaryngii Ezzona. W 1024 wsparł w staraniach o koronę niemiecką spokrewnionego ze sobą Konrada II z Karyntii, ostatecznie jednak złożył hołd lenny wybranemu na króla Konradowi II Salickiemu. Swego syna Fryderyka II ożenił z Matyldą ze Szwabii, siostrą królowej Gizeli (żony Konrada II Salickiego).

## Rodzina
W 992 Teodoryk poślubił prawdopodobnie Richildę (Richwarę) z Luneville, córkę Volmara I, hrabiego Metzu. Mieli troje dzieci:
- Fryderyk II, koregent swego ojca, ojciec następcy Teodoryka, Fryderyka III,
- Adela (Adelajda), żona Walrama I, hrabiego Arlon,
- Adalbert.